# 자오시향

자오시 향의 위치

자오시향(한국어: 초계향, 중국어: 礁溪鄉, 병음: Jiāoxī Xiāng)은 중화민국 이란 현의 향이다. 넓이는 101.4278km2이고, 인구는 2015년 8월 기준으로 35,883명이다.

## 지리
자오시 향은 이란 현의 북부에 위치한다.

## 교육
- 포광 대학

## 교통
- 타이완 철로관리국 이란 선